# Juan Mónaco
Juan Mónaco ( Tandil, Argentína; 1984. március 29.) argentin hivatásos teniszező. 3 egyéni és 2 páros ATP-tornát nyert meg eddigi karrierje során. Kedvenc borítása a salak.

## ATP-döntői

### Egyéni

#### Győzelmei (5)
| Összesítés                                            | Összesítés |
| ----------------------------------------------------- | ---------- |
| Grand Slam-torna                                      | (0)        |
| ATP World Tour Masters 1000 / ATP Masters Series      | (0)        |
| ATP World Tour 500 Series / International Series Gold | (1)        |
| ATP World Tour 250 Series / International Series      | (4)        |
| ATP World Tour Finals / Tennis Masters Cup            | (0)        |

|   | Dátum             | Torna                                     | Borítás | Ellenfél a döntőben | Eredmény a döntőben |
| 1 | 2007. február 19. | Copa Telmex, Buenos Aires                 | Salak   | Alessio Di Mauro    | 6-1, 6-2            |
| 2 | 2007. május 20.   | THG Tennis International, Pörtschach      | Salak   | Gaël Monfils        | 7-6(3), 6-0         |
| 3 | 2007. július 23.  | Austrian Open, Kitzbühel                  | Salak   | Potito Starace      | 5-7, 6-3, 6-4       |
| 4 | 2012. január 30.  | VTR Open, Vina del Mar                    | Salak   | Carlos Berlocq      | 6-3, 6-7(1), 6-1    |
| 5 | 2012. április 9.  | US Men's Clay Court Championship, Houston | Salak   | John Isner          | 6-2, 3-6, 6-3       |

#### Elvesztett döntői (8)
|   | Dátum                | Torna                                     | Borítás | Ellenfél a döntőben         | Eredmény a döntőben |
| 1 | 2005. április 4.     | Grand Prix Hassan II, Casablanca          | Salak   | Mariano Puerta              | 4-6, 1-6            |
| 2 | 2008. február 3.     | Movistar Open, Viña del Mar               | Salak   | Fernando González Ciuffardi | visszalépett        |
| 3 | 2008. május 19.      | THG Tennis International, Pörtschach      | Salak   | Nyikolaj Davigyenko         | 2-6, 6-2, 2-6       |
| 4 | 2009. február 16.    | Copa Telmex, Buenos Aires                 | Salak   | Tommy Robredo               | 5-7, 6-2, 6-7(5)    |
| 5 | 2009. július 13.     | SkiStar Swedish Open, Bastad              | Salak   | Robin Söderling             | 3-6, 6-7(4)         |
| 6 | 2009. szeptember 21. | BRD Nastase Tiriac Trophy, Bukarest       | Salak   | Albert Montanes             | 6-7(2), 6-7(6)      |
| 7 | 2010. február 7.     | Movistar Open Viña del Mar, Chile         | salak   | Thomaz Bellucci             | 2–6, 6–0, 4–6       |
| 8 | 2011. október 31.    | Valencia Open 500 Valencia, Spanyolország | kemény  | Marcel Granollers           | 2–6, 6–4, 6-7(3)    |

### Páros

#### Győzelmei (2)
|   | Dátum             | Torna                                        | Borítás | Partner         | Ellenfelek a döntőben          | Eredmény a döntőben |
| 1 | 2008. január 12.  | Heineken Open, Auckland                      | Kemény  | Luis Horna      | Xavier Malisse / Jürgen Melzer | 6-4, 3-6, 10-7      |
| 2 | 2008. április 20. | Open de Tenis Comunidad Valenciana, Valencia | Salak   | Máximo González | Travis Parrott / Filip Polášek | 7-5, 7-5            |

#### Elvesztett döntői (2)
|   | Dátum            | Torna                        | Borítás | Partner          | Ellenfelek a döntőben             | Eredmény a döntőben |
| 1 | 2008. február 3. | Movistar Open, Viña del Mar  | Salak   | Máximo González  | José Acasuso / Sebastián Prieto   | 1-6, 0-3, feladták  |
| 2 | 2009. február 9. | Brasil Open, Costa do Sauipe | Salak   | Lucas Arnold Ker | Marcel Granollers / Tommy Robredo | 4–6, 5-7            |

## Eredményei Grand Slam-tornákon
| Grand Slam | Australian Open | Australian Open       | Roland Garros | Roland Garros      | Wimbledon | Wimbledon       | US Open  | US Open               |
| Év         | Eredmény        | Utolsó ellenfél       | Eredmény      | Utolsó ellenfél    | Eredmény  | Utolsó ellenfél | Eredmény | Utolsó ellenfél       |
| 2004       | -               | -                     | 2.kör         | Guillermo Coria    | -         | -               | 1.kör    | Gastón Gaudio         |
| 2005       | 1.kör           | Mardy Fish            | 1.kör         | Sébastien Grosjean | 1.kör     | Novak Đoković   | 1.kör    | Ricardo Mello         |
| 2006       | 2.kör           | Sébastien Grosjean    | 3.kör         | Ivan Ljubičić      | -         | -               | 1.kör    | James Blake           |
| 2007       | 1.kör           | Nicolas Mahut         | 4.kör         | Guillermo Cañas    | 1.kör     | Kristof Vliegen | 4.kör    | Novak Đoković         |
| 2008       | 3.kör           | Tomáš Berdych         | 1.kör         | Robin Söderling    | -         | -               | 1.kör    | Nisikori Kei          |
| 2009       | 1.kör           | Jo-Wilfried Tsonga    | 2.kör         | Jo-Wilfried Tsonga | 1.kör     | Nicolas Almagro | 1.kör    | Juan Martin del Potro |
| 2010       | 3.kör           | Nicolay Davydenko     | 1.kör         | Grega Zemlja       | -         | -               | 1.kör    | Peter Polansky        |
| 2011       | 2.kör           | Robin Haase           | 1.kör         | Fernando Verdasco  | 1.kör     | Mikhail Youzhny | 4.kör    | Roger Federer         |
| 2012       | 1.kör           | Philipp Kohlschreiber | 4.kör         | Rafael Nadal       | 4.kör     | Viktor Troicki  |          |                       |

## Év végi világranglista-helyezései
| Év       | 2001 | 2002 | 2003 | 2004 | 2005 | 2006 | 2007 | 2008 |
| Helyezés | 785  | 470  | 324  | 73   | 85   | 69   | 23   | 46   |